# 142P/Гэ — Вана
Комета Гэ — Вана (142P/Ge-Wang) — короткопериодическая комета из семейства Юпитера, которая была обнаружена 4 ноября 1988 года китайскими астрономами Гэ Юн-Лян и Ван Ци с помощью 0,6-метрового телескопа Шмидта станции Синлун. Она была описана как диффузный объект 16,0 m звёздной величины. Вскоре пришло подтверждения открытия от астрономов Паломарской обсерватории, которые обнаружили комету на архивных снимках от 11 октября и 4 ноября. Комета обладает довольно коротким периодом обращения вокруг Солнца — чуть более 11,0 лет.

Орбита кометы Гэ — Вана и её положение в Солнечной системе

Исходя из этих данных, а также более поздних наблюдений, британский астроном Брайан Марсден рассчитал первую эллиптическую орбиту, согласно которой комета должна была пройти перигелий 22 июня 1988 года на расстоянии 2,392 а. е. и иметь период обращения от 11,37 до 11,39 года. Наблюдения за кометой продолжались вплоть до 13 декабря, когда её яркость упала ниже 17,0 m.
Согласно прогнозам японского астронома Сюити Накано следующее возвращение в перигелий должно было состояться 26 июня 1999 года и вскоре после этой даты, 15 сентября, она действительно была обнаружена. Восстановить комету удалось американскому астроному Джеймсу Скотти с помощью 0,9-метрового телескопа обсерватории Китт-Пик. Она была описана как диффузный объект 20,3 m звёздной величины, комой в 12 " угловых секунд в поперечнике и небольшим хвостом 0,53 ' угловой минуты. Текущие позиции кометы указывали, что прогноз требовал корректировки всего на -5,5 суток.

## Сближения с планетами
В течение XX и XXI веков комета лишь однажды подойдёт к Юпитеру на расстоянии менее 1 а. е.
- 0,71 а. е. от Юпитера 7 сентября 2041 года.